# Gare de Qingdao
La gare de Qingdao  est une gare ferroviaire chinoise  de la LGV Qingdao - Jinan, située sur le territoire de la ville de Qingdao. 
Mise en service en 1901 elle dispose d'un bâtiment voyageurs avec une architecture marqué par l'influence germanique.. Elle a connu une rénovation en 2008, pour les jeux olympiques

## Situation ferroviaire
Établie à 7 mètres d'altitude, la gare en impasse de Qingdao est située au point kilométrique (PK) 0 de la LGV Qingdao - Jinan, avant la gare de Qingdao-Nord.